# Gleby poligonalne

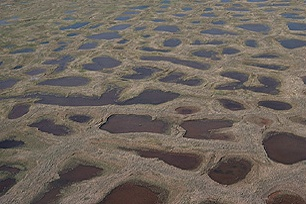
Gleby poligonalne na Ziemi

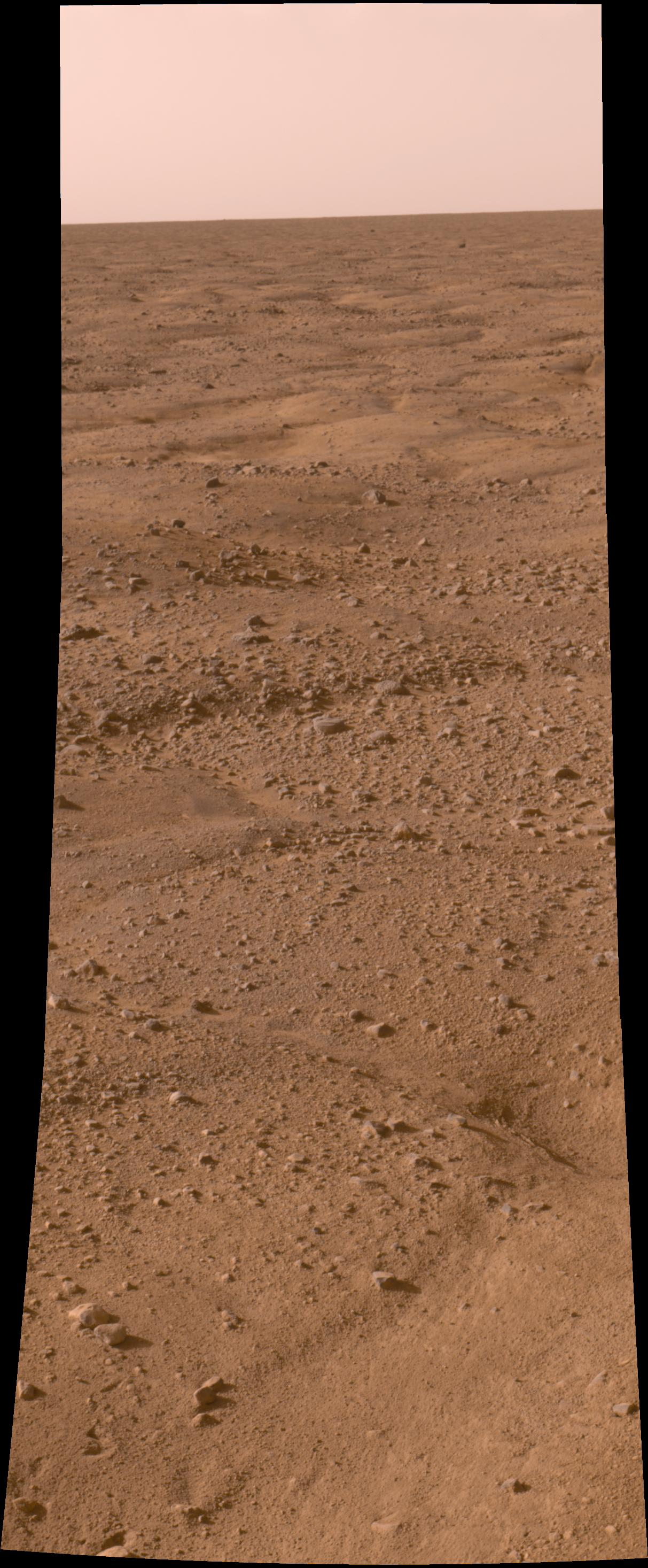
Wielokąty w marsjańskim regolicie, zaobserwowane przez lądownik Phoenix

Gleby poligonalne – gleby powstające w warunkach klimatu zimnego, przy rocznych sumach opadów w granicach 150-300 mm. Mają kształt wielokątów o średnicy kilku metrów, które przylegają do siebie na kształt plastra miodu. Partie zewnętrzne wieloboków zawierają grubszą frakcję osadu. Geneza gleb poligonalnych, wiązana jest ze zmianą objętości przez zamarzający grunt. Z partii wybrzuszonych cięższe ziarna zsuwają się na zewnątrz. Na obrzeżach takich terenów występują mchy, porosty i nieliczne trawy, z których szczątków powstaje płytki poziom próchnicy. Gleby te występują na terenach arktycznych i górskich, natomiast w Polsce można je spotkać w Tatrach i Sudetach.
Wielokąty związane z wieczną zmarzliną zaobserwowano także w marsjańskim regolicie, w północnym podbiegunowym obszarze Vastitas Borealis oraz w wysokich szerokościach południowych.